# Muhammad Tulaimat
 (mars 2024).
Muhammad Tulaimat (محمد طليمات), né en 1941, est un peintre moderniste originaire de Homs, en Syrie,.

## Biographie
Il est né dans une famille de commerçants. Il a étudié l'ingénierie à Alep, puis est retourné à Homs pour travailler à la Direction des Ressources en Eau. À cette époque, il était très actif dans la peinture jusqu'à ce qu'il quitte la Syrie pour poursuivre sa carrière en ingénierie. Il a vécu de courtes périodes en Libye, en Égypte, en Arabie saoudite et au Koweït, où il est resté pendant 11 ans. Il est ensuite retourné dans sa ville natale, Homs, et a retrouvé sa passion initiale, la peinture. Un documentaire sur sa vie et ses peintures a été diffusé à la télévision syrienne en 2002.
Tulaimat est l'un des fondateurs originaux de l'Association des Beaux-Arts à Homs, en Syrie. Il a organisé des expositions à Rome, Paris, Beyrouth, Riyad et Chicago,. Ses œuvres sont détenues par des musées et des particuliers à travers le monde. Il a été kidnappé pendant la guerre civile syrienne.